# Фернандес Перес, Рафаэль
Рафаэль Фернандес Перес (исп. Rafael Fernández Pérez; 13 июня 1980, Валенсия, Испания), более известный как просто Рафа — испанский футболист, игрок в мини-футбол. Вратарь испанского клуба «Эль-Посо». Выступал за сборную Испании по мини-футболу.

## Биография
С 1999 по 2003 год Рафа играл в клубе «Валенсия Вихуса» из родного города, становился в его составе обладателем кубка Испании. Перейдя в «Плайас де Кастельон», он выиграл и суперкубок, но ещё более весомые достижения ожидали его в «Бумеранг Интервью», куда он перешёл в 2005 году.
В составе испанского гранда Рафа стал чемпионом Испании, выиграл ещё один кубок и два суперкубка страны. Ожидали его успехи и на международной арене. Рафа стал обладателем Кубка УЕФА по мини-футболу сезона 2005/06, и именно он защищал ворота испанского клуба в финальных матчах. Также он трижды становился обладателем Межконтинентального кубка.
В 2008 году Рафа вернулся в «Плайас де Кастельон». А летом 2010 года он стал игроком мурсийского клуба «Эль-Посо».
В составе сборной Испании по мини-футболу Рафа стал чемпионом мира 2004 года и чемпионом Европы 2005 года. Правда играл он на этих турнирах немного, так как основным вратарём испанцев был Луис Амадо.

## Достижения
- Чемпион мира по мини-футболу 2004
- Чемпион Европы по мини-футболу 2005
- Бронзовый призёр Чемпионата Европы по мини-футболу 2003
- Обладатель Кубка УЕФА по мини-футболу 2005/06
- Обладатель Межконтинентального Кубка по мини-футболу (3): 2006, 2007, 2008
- Чемпион Испании по мини-футболу 2007/08
- Обладатель Кубка Испании по мини-футболу (2): 2002, 2007
- Обладатель Суперкубка Испании по мини-футболу (3): 2004, 2005, 2007
- Обладатель кубка обладателей кубков по мини-футболу 2008